# Galitje
Galitje (bulgariska: Галиче) är ett distrikt i Bulgarien.   Det ligger i kommunen Obsjtina Bjala Slatina och regionen Vratsa, i den nordvästra delen av landet, 110 km norr om huvudstaden Sofia.
Trakten runt Galitje består till största delen av jordbruksmark. Runt Galitje är det ganska glesbefolkat, med 45 invånare per kvadratkilometer.